# Ibicoara
Ibicoara là một đô thị thuộc bang Bahia, Brasil. Đô thị này có diện tích 977,17 km², dân số năm 2007 là 15768 người, mật độ 16,14 người/km².